# Eunidia suturealba
Eunidia suturealba är en skalbaggsart som beskrevs av Stefan von Breuning 1942. Eunidia suturealba ingår i släktet Eunidia och familjen långhorningar.
Artens utbredningsområde är:
- Botswana.
- Kenya.

Inga underarter finns listade i Catalogue of Life.